# Henry Harms
Henry Harms (ur. 1832, zm. 1914) – Amerykanin niemieckiego pochodzenia, farmer, przedsiębiorca, ojciec-założyciel Skokie w stanie Illinois.

## Życiorys
Pochodził ze Schwerinu w Meklemburgii w Prusach, gdzie przyszedł na świat w 1832 roku. Wyemigrował do Stanów Zjednoczonych w 1851 roku.
W 1854 roku założył farmę na terenie obecnego Skokie. Przez wiele lat był bardzo aktywnym przedsiębiorcą. Swoją działalnością wspierał, tworzącą się tu, społeczność. Sprawował różne urzędy w Cook County. Jego praca doprowadziła do przyznania Skokie praw wsi w 1888 roku oraz dalszego rozwoju miejscowości.
W 1855 roku poślubił Louisę Nicholas of Meklemburg. Miał z nią 11 dzieci.
Na jego cześć w Skokie nazwano: las – Harms Woods, drogę – Harms Road.